# Castell de Roslin
El castell de Rosslyn (Rosslyn Castle en anglès) és un castell parcialment en ruïnes situat prop de la localitat de Rosslyn, al Midlothian, Escòcia, Regne Unit. Es troba a uns 15 km al sud d'Edimburg, al nord del North Esk, a tan sols uns centenars de metres de la Capella de Rosslyn.
El lloc va ser fortificat al segle xiv per la família Sinclair, comtes de les Òrcades, encara que les ruïnes actuals daten de temps posteriors. El castell va ser reconstruït després de ser destruït l'any 1544 durant la guerra del Rough Wooing. Aquesta estructura, construïda en els penya-segats de Roslin Glen, ha romàs parcialment habitable des de llavors. L'accés al castell és per un pont elevat que va substituir un pont llevadís anterior. El castell va ser restaurat en els anys 1980 i ara serveix de residència vacacional.

## Història
El primer castell va ser construït als anys 1330 per Henry Sinclair, comte de les Òrcades. Els Sinclair, o St. Clair (també escrit antigament com Sanctclare), era una família d'origen normand, amb possessions a Lothian des de 1162. La fortalesa es va edificar sobre un promontori rocós prop del lloc on es va lliurar la batalla de Rosslyn, on els escocesos van derrotar els anglesos l'any 1303. A la fi del segle xiv o a principis del xv, el fill d'Henry I, Henry II de les Òrcades, va construir una nova torre de l'homenatge rectangular, amb la cantonada sud-oest arrodonida. Al pati s'accedia mitjançant un pont llevadís sobre un fossat artificial, i que donava accés a un passadís cobert (pend) en la petita galeria de tir del costat nord.

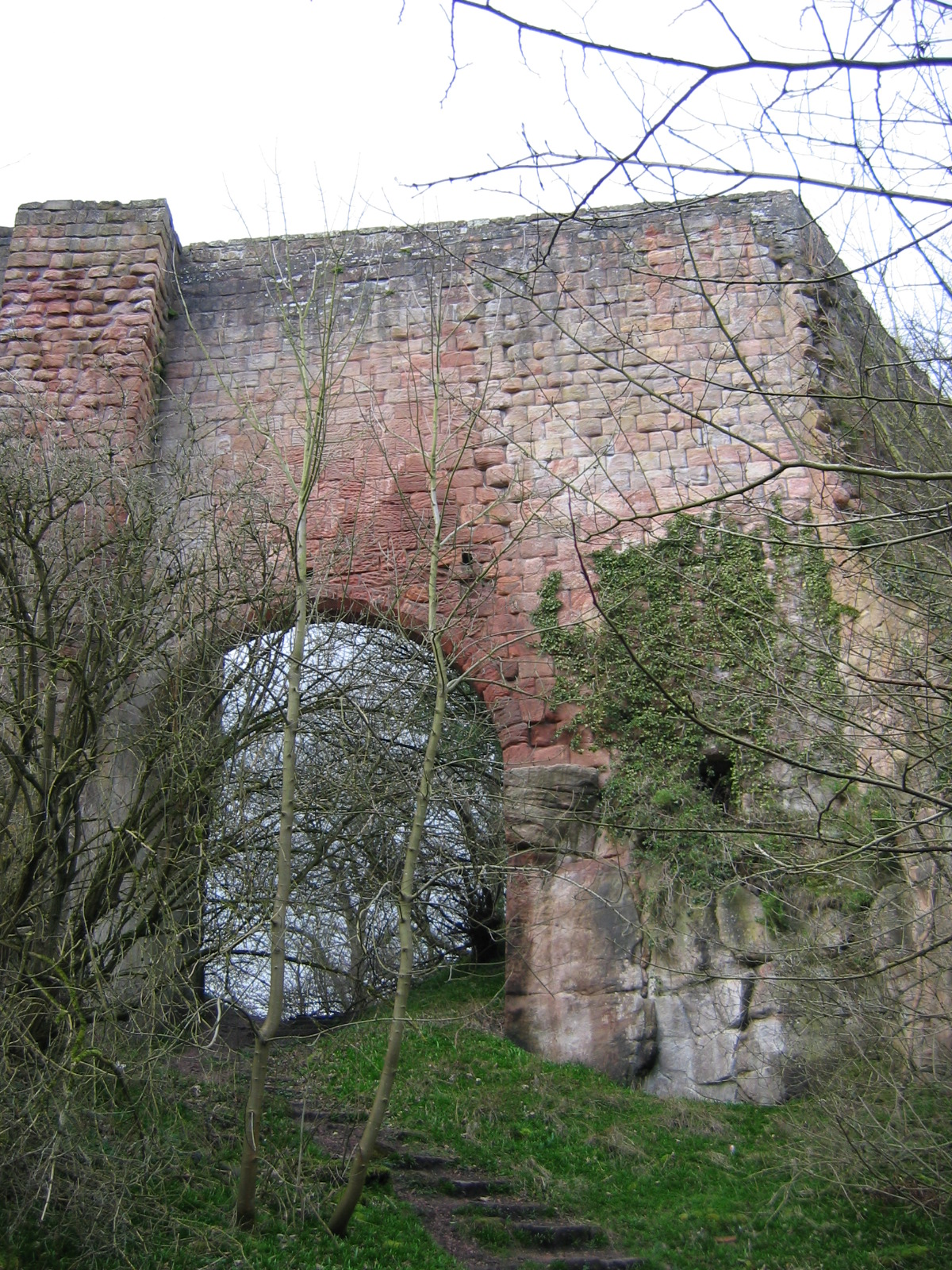
Imatge del castell

El castell es va veure afectat per un incendi l'any 1452. Durant l'Edat Mitjana, fou un scriptorium, del que cinc manuscrits "St. Clair", anteriors a 1488, es conserven a la Biblioteca Nacional d'Escòcia. Aquests manuscrits inclouen el manuscrit Rosslyn-Hay, que es creu que és el text més antic que es conserva en llengua escocesa. La llegenda explica que durant l'incendi, el comte estava consternat pels valuosos manuscrits que albergava el castell, però aquests van poder ser salvats gràcies al fet que el seu capellà els va llançar per la finestra a un lloc segur. El castell va ser seriosament danyat pel comte de Hertford, qui ho va incendiar l'any 1544 durant la guerra del Rough Wooing. La torre de l'homenatge va ser destruïda gairebé íntegrament, tot i que encara pot veure's un dels murs en ruïnes que s'ha conservat.
El castell va ser reconstruït a la fi del segle xvi. Sobre la falda de la roca es va aixecar una nova construcció de cinc plantes en el costat est i es va reconstruir la casa del guarda, aquesta vegada amb un pont de pedra. La part superior del costat est es va renovar l'any 1622 amb detalls renaixentistes i escultures en la porta i en els marcs de les finestres. L'any 1650 va tornar a ser atacat, aquesta vegada per l'artilleria del comandant d'Oliver Cromwell a Escòcia, George Monk. Va ser novament danyat per una multitud de reformistes durant la Revolució Gloriosa de l'any 1688.
Es va enfonsar al segle xviii, encara que part de la part aquest sempre ha romàs habitable, sent restaurada pels arquitectes Simpson i Brown entre 1982 i 1988. L'actual propietari, el comte de Rosslyn, descendent dels Sinclair, lloga el castell com a lloc de vacances a través del Landmark Trust. Està categoritzat com Scheduled Ancient Monument i en la Listed Building del Regne Unit es troba categoritzat com Category A.

## Arquitectura

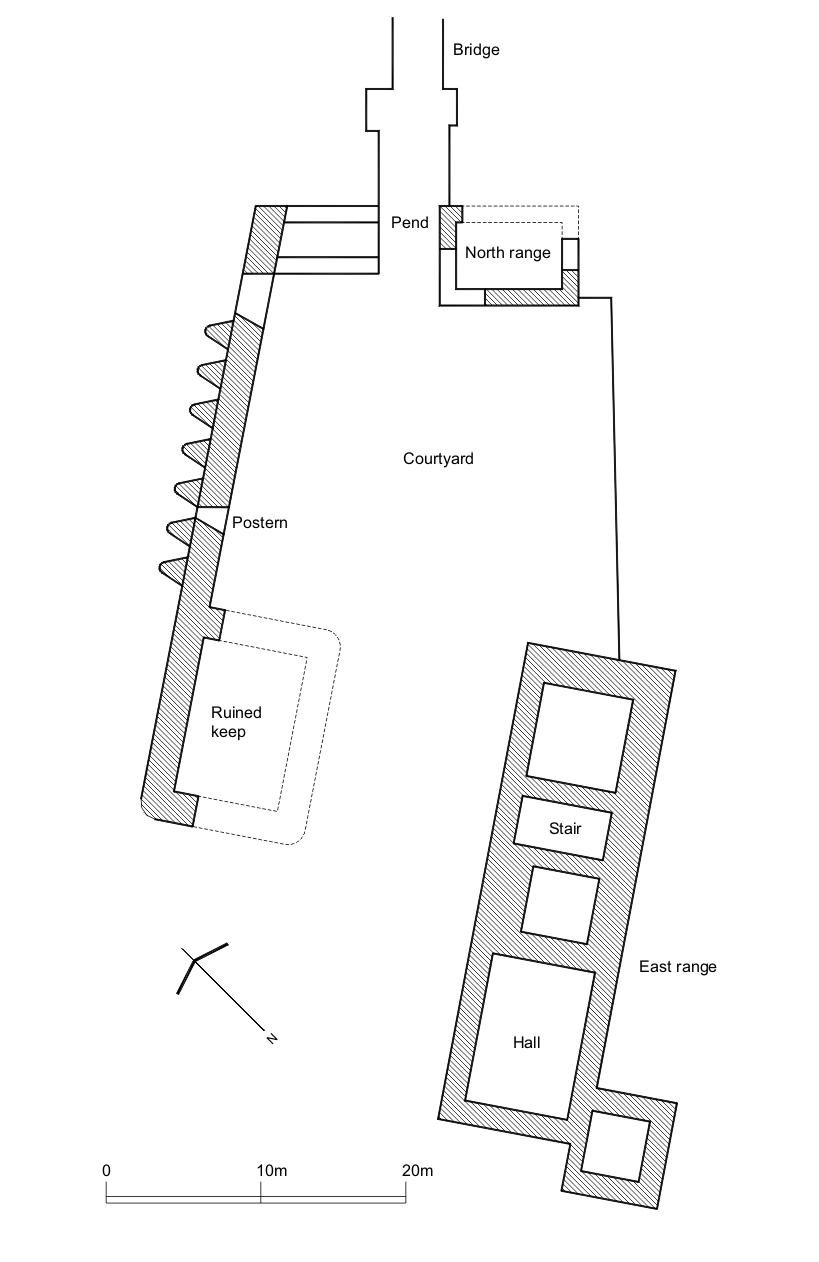
Plànol del castell

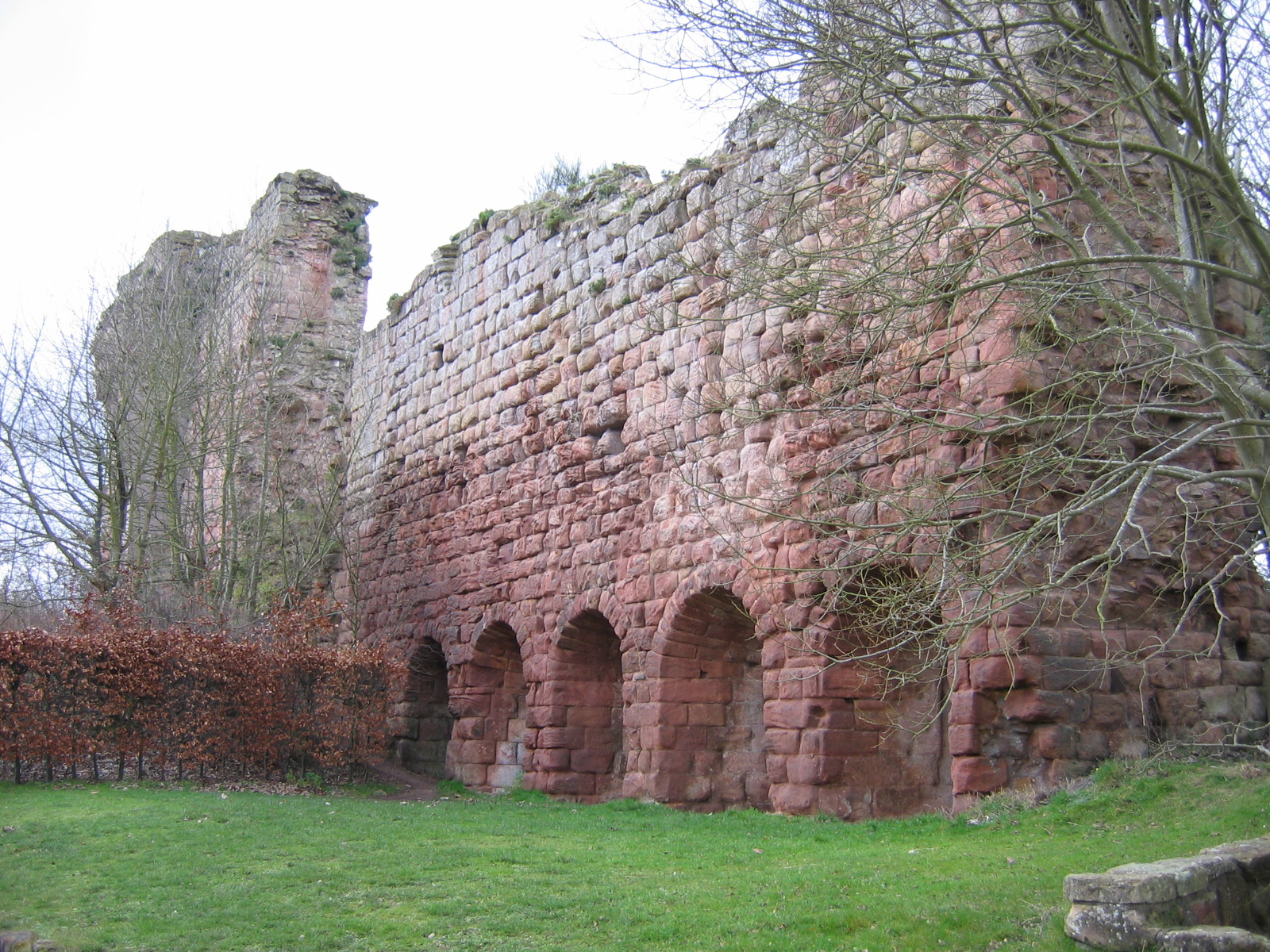
El mur oest, amb la torre de l'homenatge en ruïnes al fons

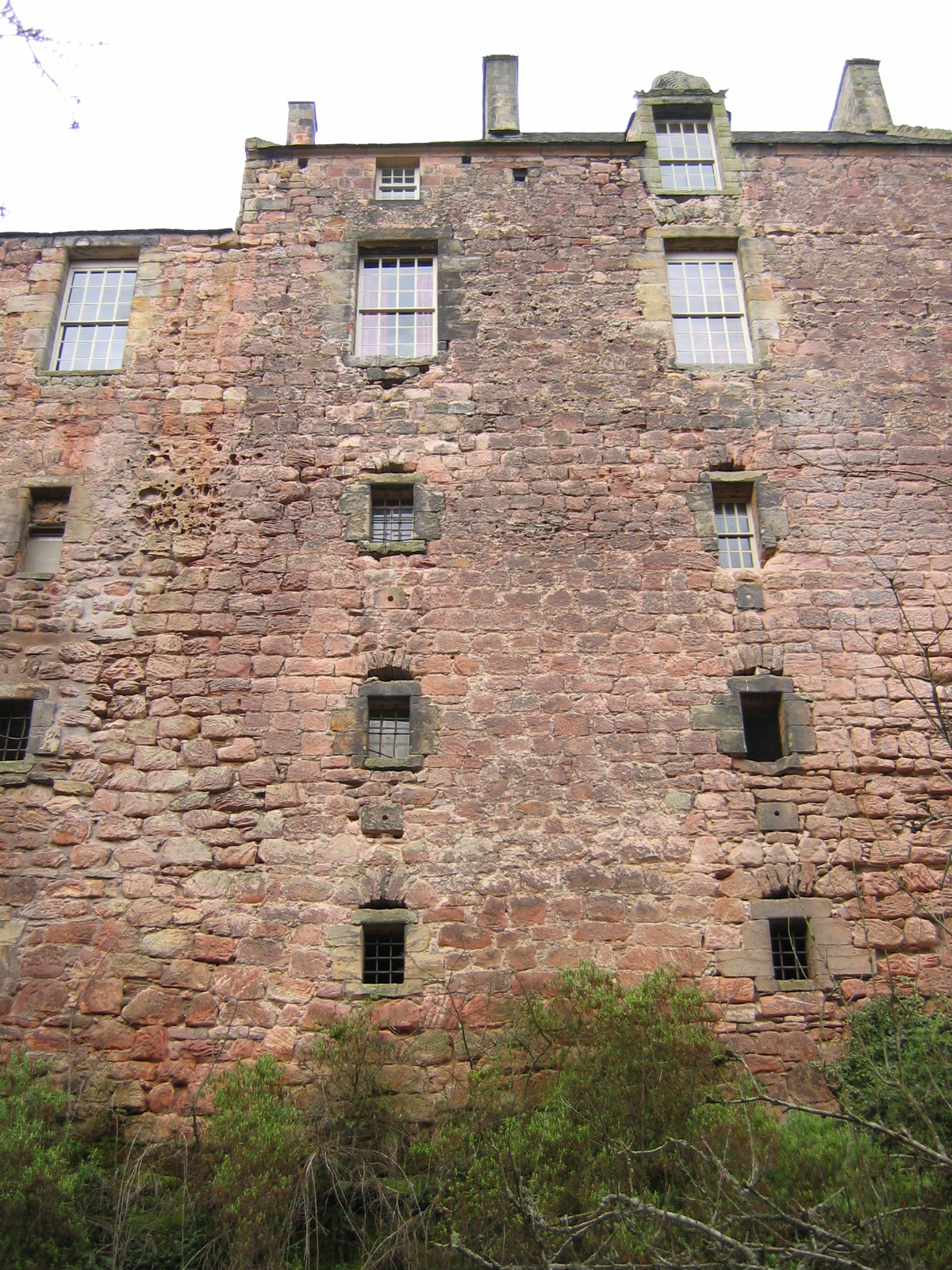
Façana del costat est, mostrant les grans finestres de les habitacions principals en la part superior i les petites de l'àrea del servei en la inferior

El castell es troba en un fort pendent sobre una corba que descriu el riu North Esk, que ho protegeix en tres dels seus costats. Es va obrir una bretxa en el costat nord del promontori rocós amb l'objectiu de construir un fossat per oferir major protecció al castell. L'accés des de Rosslyn es realitza a través d'aquest fossat, gràcies a un pont escarpat i la casa del guarda que es troba en ruïnes.

### Ruïnes
Les restes de l'entrada i de la zona nord comprenen tan sols fragments de murs i un costat de l'arc d'entrada, i sobre ell les restes d'una garita. Al llarg del costat oest del castell, es manté en peus el mur del segle xv, de considerable altura. Aquesta secció del mur té sis obertures a la base, de les quals una d'elles servia de poterna. En la part exterior, les sis obertures estan dividides per contraforts arrodonits. Antics esbossos mostren garites sobre cadascun d'aquests contraforts, amb un passadís sobre un mur que les connectava.
Al sud d'aquest mur es troba el mur que queda de la torre de l'homenatge. El monticle sobre el qual es troba està format pels enderrocs procedents dels altres tres murs. Les ruïnes indiquen que la torre havia de tenir uns 12 o 16 metres d'altura, amb uns murs de 2,9 m de grossor, i que acabava en un matacà.

### Costat est
La part est, que va ser restaurada, mesura entre 31 i 10 metres d'altura i acaba amb una teulada inclinada i un pinyó escalonat. A l'edifici s'accedeix mitjançant una entrada ricament esculpida que data de l'any 1622, que mostra les inicials SWS de sir William Sinclair i que porta a la tercera planta. Les tres plantes inferiors estan excavades en la roca i cadascuna d'elles té quatre habitacions amb voltes, amb una cinquena habitació a la torre sud-est. Aquests nivells inferiors eren usats com a habitacions destinades al servei, trobant-se les habitacions principals en els dos pisos superiors. La cuina es trobava en el pis inferior, amb una fleca per damunt. El costat sud compta amb espitlleres i en el costat est hi ha diversos forats produïts per impactes de projectils.
Els cinc pisos estan connectats per una escala stair-and-platt, afegida a principis del segle xvii per reemplaçar una escala de peatge al sud-oest. Les habitacions dels pisos superiors compten amb impressionants panells i cels rasos decorats. El vestíbul principal, situat en la part sud del bloc, ha estat dividit, però segueix comptant amb una gran llar amb les inicials W i JE, de William Sinclair i la seva esposa Jean Edmonstone, gravades i que daten de 1597.

## El castell en la cultura popular
Walter Scott va homenatjar el paisatge pintoresc de Rosslyn Glen, sobre els quals s'assenta el castell, en els seus poemes. Richard Hewitt de Cumberland va escriure una balada anomenada Rosslyn Castle al segle xviii.